# Pomeni imen asteroidov: 88001–89000
Pregled pomenov imen asteroidov (malih planetov) od številke 88001 do 89000, ki jim je Središče za male planete dodelilo številko in so pozneje dobili tudi uradno ime  v skladu z dogovorjenim načinom imenovanja. Pregled je preverjen z Schmadelovim “Slovarjem imen malih planetov” (“Dictionary of Minor Planet Names”). 
Pregled pojasnjuje izvor oziroma pomen imen asteroidov, ki ga je priznala Mednarodna astronomska zveza (IAU). Nekateri asteroidi imajo imajo dodatno pojasnilo o izvoru imena, ki pa vedno ni popolnoma zanesljivo (oznaka “†” ali “‡“). 
| Ime                  | Začasna oznaka | Izvor imena |
| 88001–88100          | 88001–88100    | 88001–88100 |
| 88101–88200          | 88101–88200    | 88101–88200 |
| 88201–88300          | 88201–88300    | 88201–88300 |
| -------------------- | -------------- | --- |
| 88260 Insubria       | 2001 HE23      | Regio Insubria, staro latinsko ime za zahodno Lombardijo v severni Italiji, kjer so odkrili ta asteroid †                                                          |
| 88292 Bora-Bora      | 2001 NL6       | otok Bora Bora, Francoska Polinezija † |
| 88297 Huikilolani    | 2001 NP14      | "Hui Kilolani", havajsko ime za Havajsko astronomsko družbo (Hawaiian Astronomical Society) (pomeni "klub opazovalcev neba") † ‡                                   |
| 88301–88400          |                | |
| 88401–88500          |                | |
| 88470 Joaquinescrig  | 2001 QB111     | Joaquín Escrig Ferrando, bratranec in prijatelj odkritelja † |
| 88501–88600          |                | |
| 88601–88700          |                | |
| 88611 Teharonhiawako | 2001 QT297     | Teharonhiawako, sin vnukinje boga stvarjenja Velikega duha v mitu stvarstva Irokezov in njegov brat dvojček Sawiskera (glej (88611) Teharonhiawako I Sawiskera) †  |
| 88701–88800          |                | |
| 88705 Potato         | 2001 SV        | krompir (angleško potato), ob priliki Mednarodnega leta krompirja (leto 2008), ki so ga proglasili Združeni narodi, oblika mnogih asteroidov spominja na krompir † |
| 88795 Morvan         | 2001 SW115     | gorski masiv Morvan, severni del centralne Francije † |
| 88801–88900          |                | |
| 88901–89000          |                | |
| 88906 Moutier        | 2001 TT1       | občina Moutier, Švica † |
| 88961 Valpertile     | 2001 TH47      | Valerio Pertile, italijanski astronomski tehnični strokovnjak † |

| Predhodnik: 87001–88000 | Pomeni imen asteroidov Seznam asteroidov (88001-88250) Seznam asteroidov (88251-88500) Seznam asteroidov (88501-88750) Seznam asteroidov (88751-89000) | Naslednik: 89001–90000 |